# Museu de Prehistòria de Thera
El Museu de Prehistòria de Thera (grec: Μουσείο Προϊστορικής Θήρας: Μουσείο Προϊστορικής Θήρας) és un museu de Prehistòria que es troba a Fira, a l'illa de Santorí (Grècia). Va ser construït en el lloc de l'antiga església d'Ypapanti, que va ser destruïda en el terratrémol de 1956. El museu alberga un gran nombre d'antics artefactes de diverses excavacions fetes a Santorí, com a Akrotiri (a la part sud-oest de l'illa, en una península), i al proper jaciment arqueològic de Potamos.
Les primeres excavacions a Santorí van ser dirigides pel geòleg francés F. Fouque en 1867, després que algunes persones de la zona trobaren antics artefactes a una pedrera. Més tard, entre 1895 i 1900, les excavacions fetes per l'arqueòleg alemany, el baró Friedrich Hiller von Gaertringen, van revelar les ruïnes de l'antiga Thera a Mesa Vouno. Es va centrar en els assentaments del segle ix aC, que va creure que eren d'una colònia espartana. Un poc més tard, R. Zahn va excavar a la localitat de Potamos, sota els auspicis de l'Institut Arqueològic Alemany d'Atenes. Les excavacions principals a Akrotiri van ser realitzades sota la direcció de la Societat Arqueològica d'Atenes i els arqueòlegs Spirídon Marinatos i Khristos Dumas

## Exposició

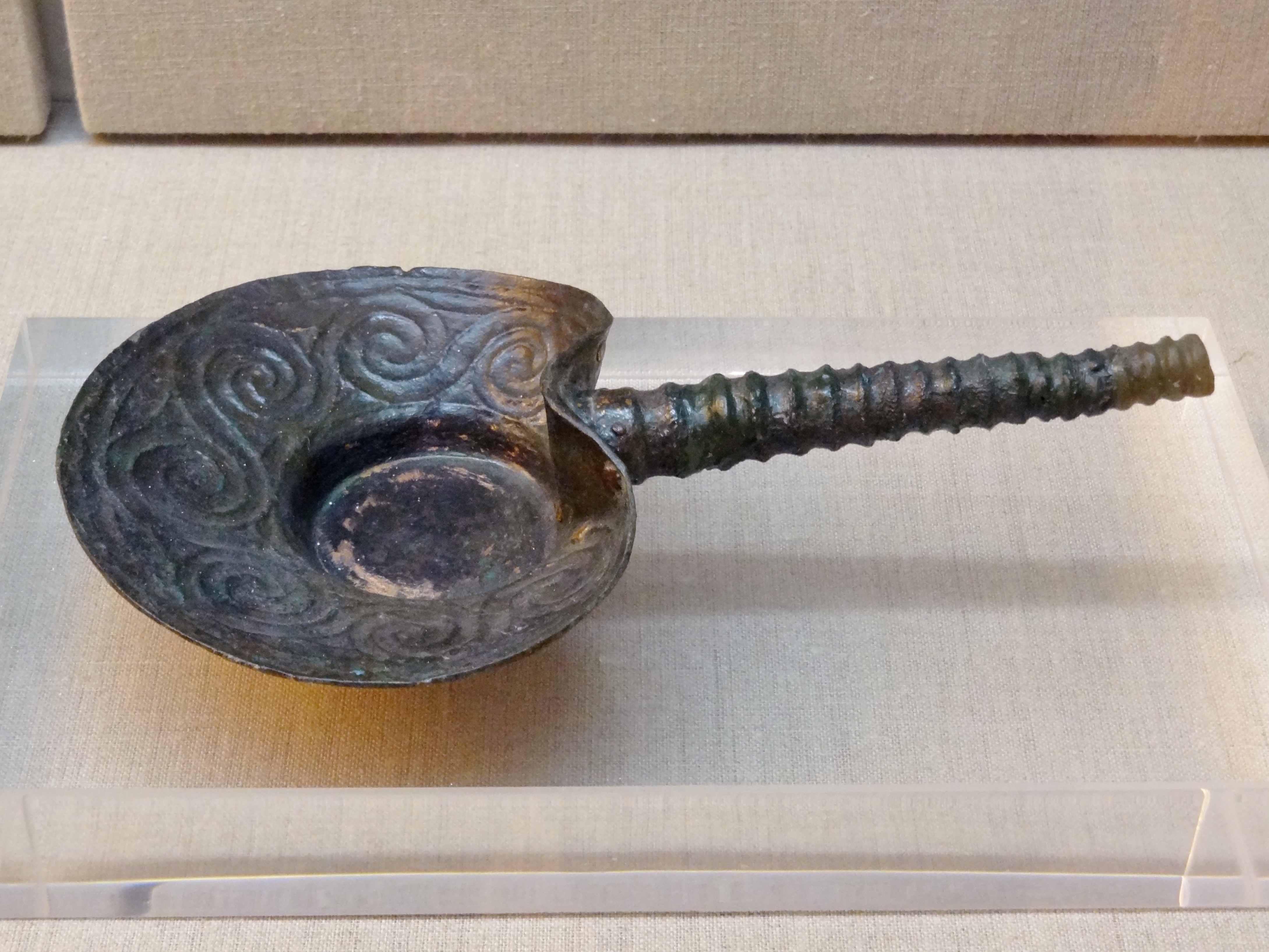
Porta encens de bronze d'Akrotiri (1700 aC). Museu de Prehistòria de Thera

El Museu cobreix la història de l'illa començant des del Neolític final al Ciclàdic final I. La història d'Akrotiri es remunta al 3300 aC i la ciutat va florir especialment durant el període ciclàdic final I (segle xvii aC); s'han trobat nombrosos artefactes d'este període.
Les col·leccions es troben ordenades cronològicament, i inclouen ceràmica, escultures, joies, murals, i objectes rituals. L'art monumental dels murals s'explica amb detall. També s'explica la complexa xarxa de contactes que tenia l'illa.

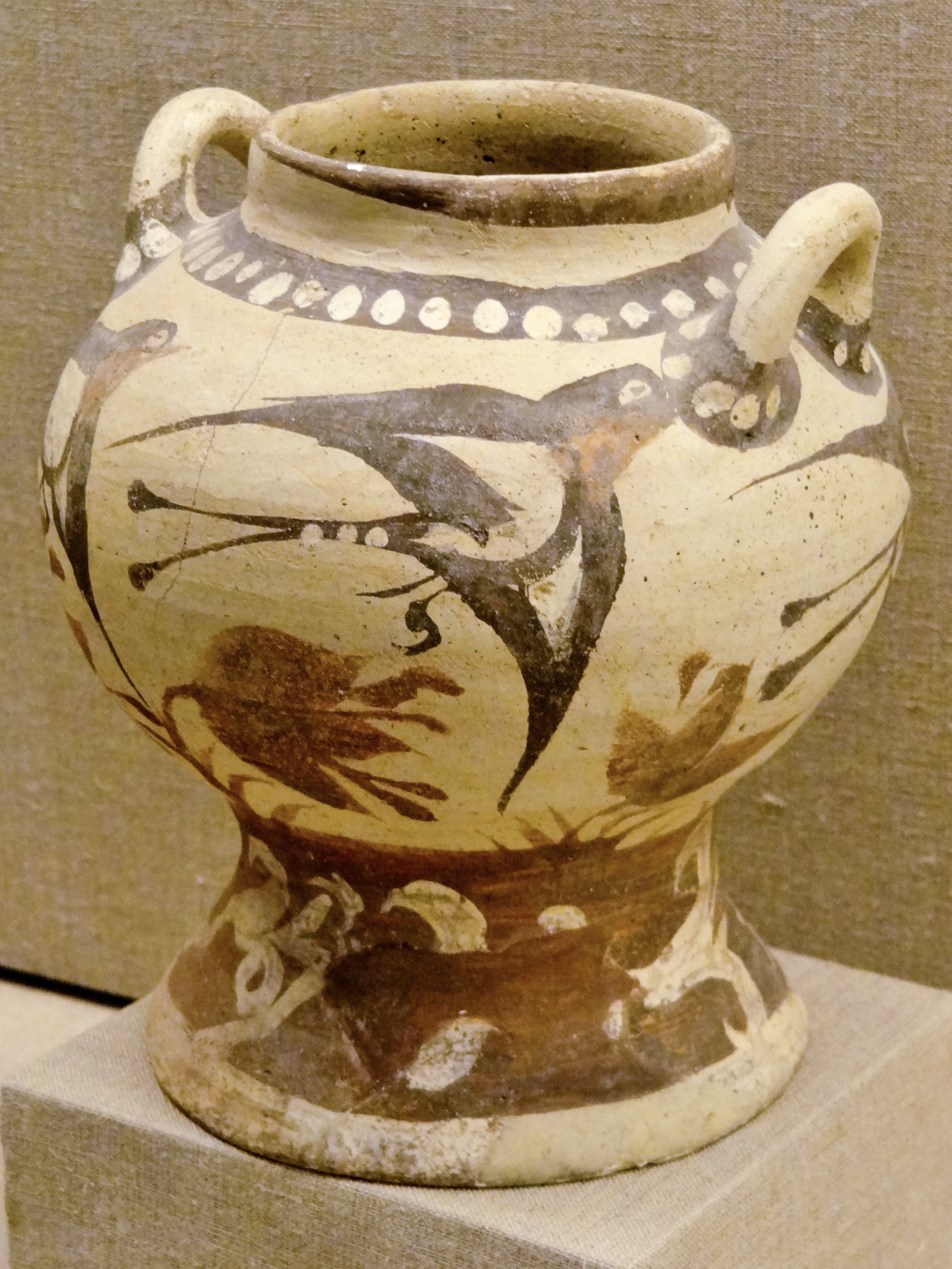
Cànter ceràmic amb oronetes, provinent d'Akrotiri (1700 aC). Museu de Prehistòria de Thera.

El museu il·lustra la ceràmica del Neolític trobada a l'illa, i figures de marbre i ceràmica del ciclàdic inicial. En particular, el grup d'objectes Kastri il·lustra la fase de transició del període Ciclàdic final II al Ciclàdic final III. Els artefactes rellevants són originaris dels illots Christiana i d'Akrotiri. La ceràmica del període Ciclàdic mitjà es troba representada per una sierie de gerres d'impactants ocells, que sovint representen oronetes. Estos objectes -datats entre els segles xx i xviii aC- van ser trobats a Ftellos, Megalochori i Akrotiri. També hi ha artefactes de metall del període Ciclàdic inicial procedents de diferents jaciments.